# Cobá (Quintana Roo)
Cobá, conocida como Cobá Pueblo para diferenciarla de la zona arqueológica, es el nombre de la población quintanarroense que se encuentra junto a la zona arqueológica, en el actual municipio de Tulum. En el año 2020 la población alcanzó un número de 1,738 habitantes.